# Ümüt Hatipoğlu
Ümüt Hatipoğlu (* 26. Oktober 1973 in Elazığ) ist ein ehemaliger türkischer Fußballspieler und -trainer.

## Spielerkarriere

### Verein
Hatipoğlu begann mit dem Vereinsfußball in seiner Heimatstadt Elazığ in der Jugend von Elazığspor. 1992 wurde er beim damaligen Drittligisten in den Profikader aufgenommen und schaffte hier auf Anhieb den Sprung in die Stammelf. Bereits zum Ende seiner ersten Spielzeit in der Spielzeit 1994/95 feierte er mit seinem Team die Meisterschaft der 3. Lig und damit den direkten Aufstieg in die 2. Lig. In die 2. Liga aufgestiegen qualifizierte man sich für die Play-offs und erreichte hier das Halbfinale. Im Halbfinale schied man per Elfmeterschießen gegen Zeytinburnuspor aus und verpasste so den ersten Aufstieg in die höchste türkische Spielklasse. Hatipoğlu hatte mit seinen Leistungen großen Anteil an diesem Erfolg seiner Mannschaft und fiel so mehreren Erstligisten auf.
Er wechselte zur Saison 1996/97 zum Erstligisten MKE Ankaragücü. Bei seinem neuen Verein gelang ihm auf Anhieb der Sprung in die Stammelf, die er die nächsten drei Jahre behielt und während dieser Zeit zum Stammspieler aufstieg. Erst in seiner vierten Spielzeit bei den Hauptstädtern verlor er seinen Stammplatz und kam nur zu gelegentlichen Einsätzen.
Nachdem er bei Ankaragücü nicht mehr Stammspieler war, wechselte er zur Rückrunde der Spielzeit 2000/01 zu seinem alten Verein, dem Zweitligisten Elazığspor. Durch seine Erstligaerfahrung etablierte er sich nach seiner Rückkehr zu Elazığspor sofort aks Führungsspieler. Bereits in seiner zweiten Saison nach seiner Rückkehr in der Saison 2001/02 feierte er mit seiner Mannschaft die Vizemeisterschaft der TFF 1. Lig und damit die erste Teilnahme der Vereinsgeschichte an der höchsten türkischen Spielklasse, der Süper Lig. Hatipoğlu führte seine Mannschaft zwei Spielzeiten in der Süper Lig und stieg mit ihr zum Sommer 2004 wieder in die 1. Lig ab.
Nach zwei Spielzeiten in der 1. Lig beendete er seine aktive Fußballspielerkarriere.

### Nationalmannschaft
Für das anstehende Freundschaftsspiel vom 9. April 1996 gegen die Aserbaidschanische Nationalmannschaft lud der damalige türkische Nationalcoach Fatih Terim zu Testzwecken mehrere junge Spieler in den Kader der türkischen Nationalmannschaft ein. Neben solchen Spielern wie Ufuk Süer, Selahattin Özbir, Vedat İnceefe, Vedat Vatansever und Hakan Şimşek gehörte auch Hatipoğlu zu den neu nominierten Spielern. In dieser Partie absolvierte er sein erstes und einziges Länderspiel.

## Trainerkarriere
In der Spielzeit 2009/10 betreute Hatipoğlu interimsweise für ein paar Wochen den damaligen Amateurverein seiner Heimat Elazığ Belediyespor. Ab 2013 begann er bei Elazığspor als Jugendtrainer zu arbeiten.

## Erfolge
Mit Elazığspor
- Vizemeister der TFF 1. Lig und Aufstieg in die Süper Lig: 2001/02
- Meister der TFF 2. Lig und Aufstieg in die TFF 1. Lig: 1994/95